# Gyptidium
Gyptidium, rod glavočika iz podtribusa Gyptidinae, dio tribusa Eupatorieae.

## Opis roda
Gyptidium uključuje 2 južnoameričke vrste koje se nalaze u sjevernoj Argentini i Brazilu. Ima golu bazu, stožasto cvjetište i žljezdane cipsele kojima nedostaje dobro definiran karpopodij.

## Vrste
1. Gyptidium militare (B.L.Rob.) R.M.King & H.Rob.
2. Gyptidium trichobasis (Baker) R.M.King & H.Rob.